# Первушина, Анастасия Евгеньевна
Анастасия Евгеньевна Первушина (род. 22 июля 1997, Чусовой, Пермская область) — российская фристайлистка. Чемпионка России в парном могуле (2018). Участница Олимпийских игр в Пекине (2022).

## Биография
Анастасия родилась 22 июля 1997 в городе Чусовой Пермского края.
Выступает за СДЮСШОР «Огонек» (г. Чусовой), ЦСП Пермского края.
Является мастером спорта России.
В 2017 году стала серебряным призёром Универсиады в могуле.
В 2018 году стала чемпионкой России в парном могуле.
Участвовала в чемпионате мира FIS по фристайлу и сноуборду в 2021 году, где заняла 18 место в женском могуле и 21 место в женском парном могуле.
В 2022 году приняла участие в Олимпийских играх в Пекине.